# Международный фестиваль уличного кино
Фестиваль уличного кино — ежегодный зрительский смотр короткометражного кино, проводимый на открытых площадках России и мира с 2014 года. Мероприятие позиционируется в качестве нового кинофестивального формата, основывающегося на большой географии, принципиальном проведении всех мероприятий под открытым небом и отсутствии профессионального жюри..
Проект наследует традиции средневекового площадного театра и отличается подчеркнуто народными отбором фильмов и определением победителя. Зрители в каждом городе голосуют за понравившиеся фильмы фонариками, а организаторы замеряют уровень света с помощью люксметра. В конце сезона объявляется победитель, получающий грант на девелопмент полнометражного дебюта и поддержку в производстве нового проекта.
За 8 лет в фестивальных мероприятиях приняло участие более 3 миллионов человек из 1100 городов и населенных пунктов..

## История

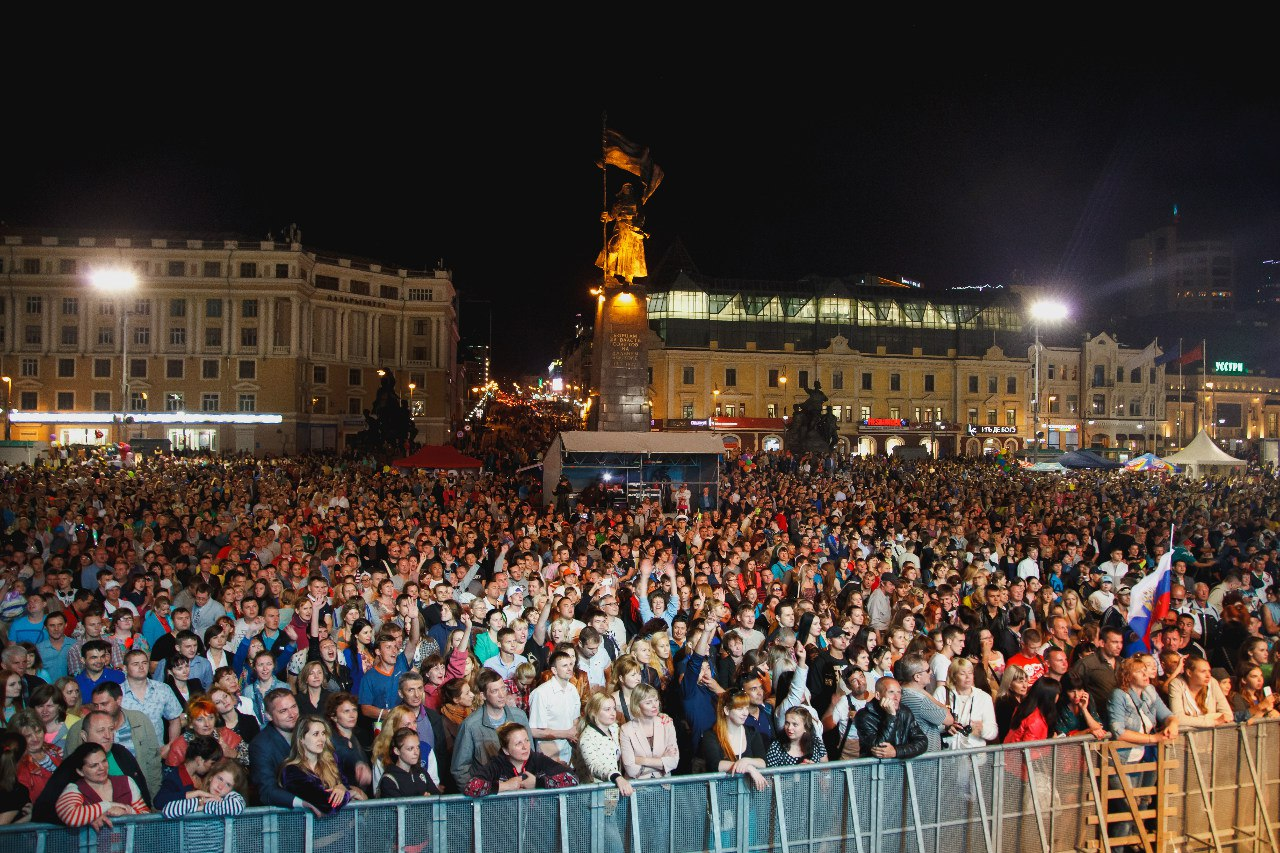
Показ, Владивосток

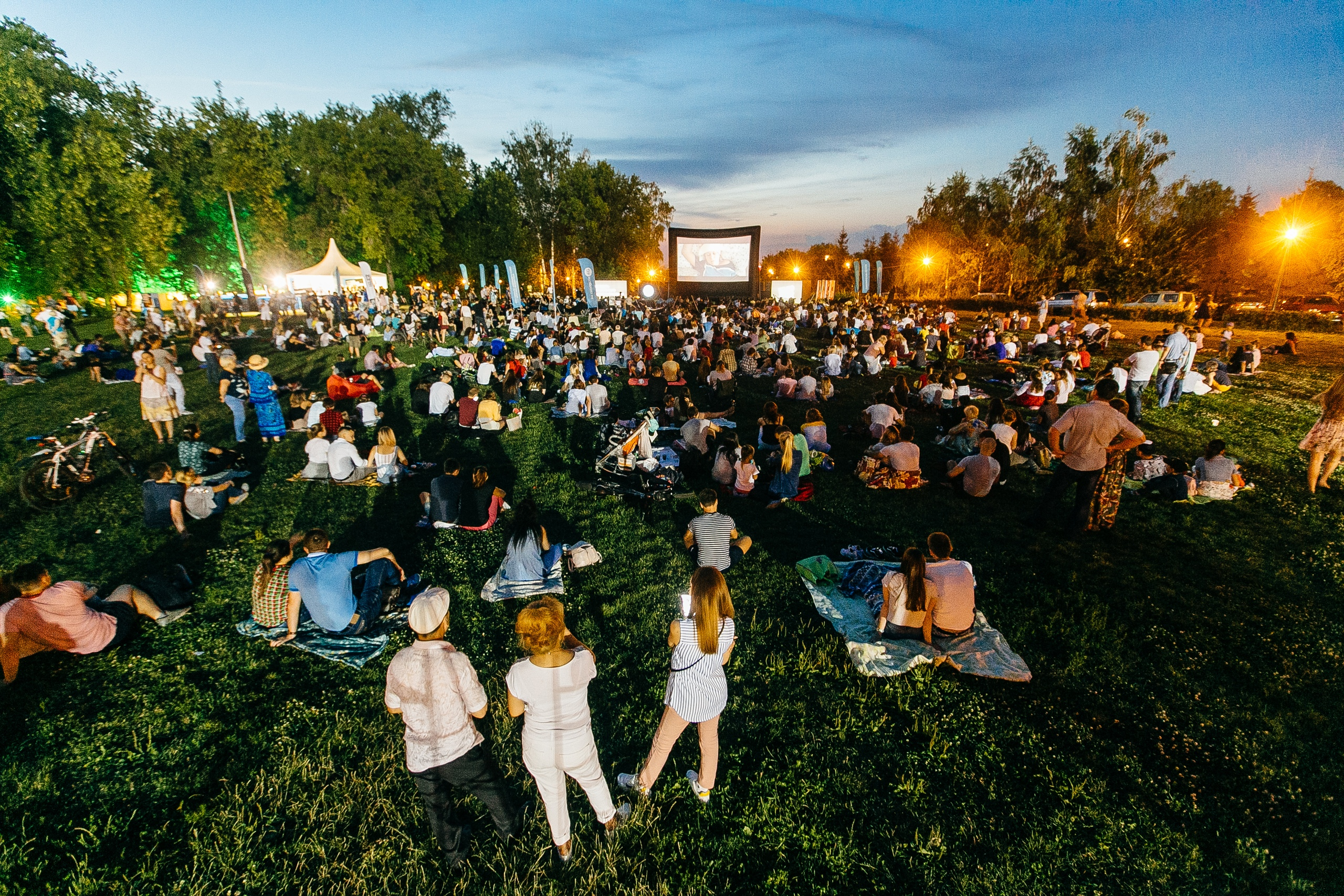
Показ, Казань

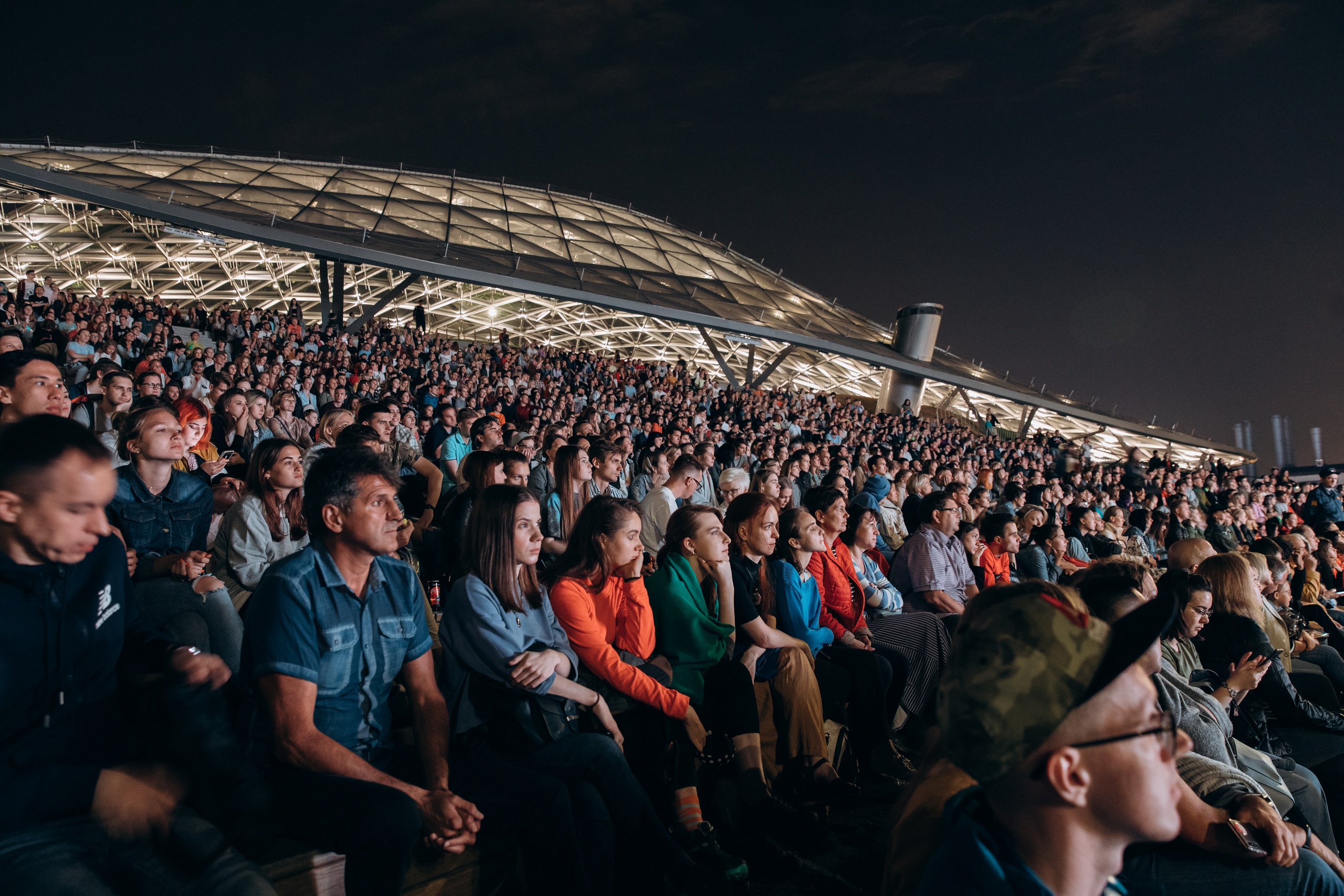
Показ, Москва

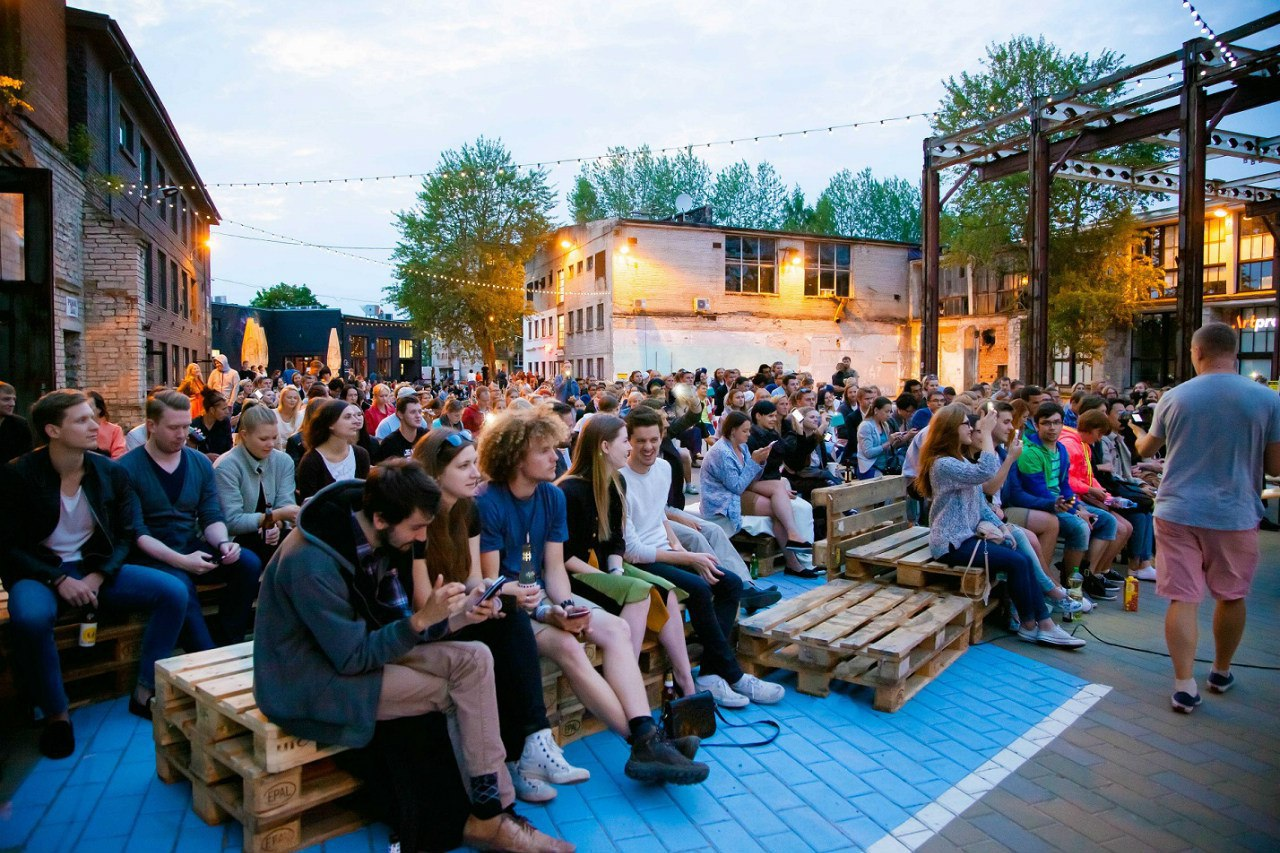
Показ, Таллин

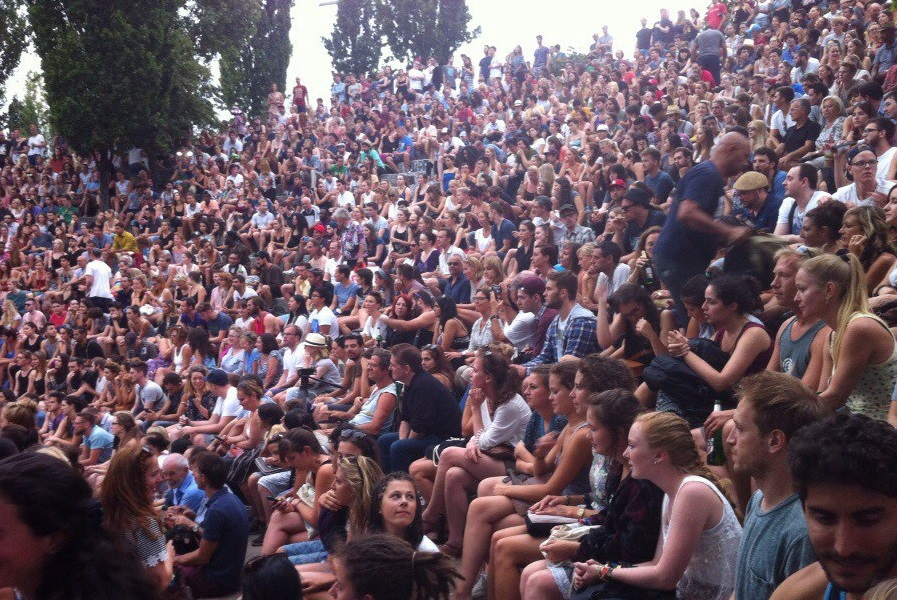
Показ, Мюнстер

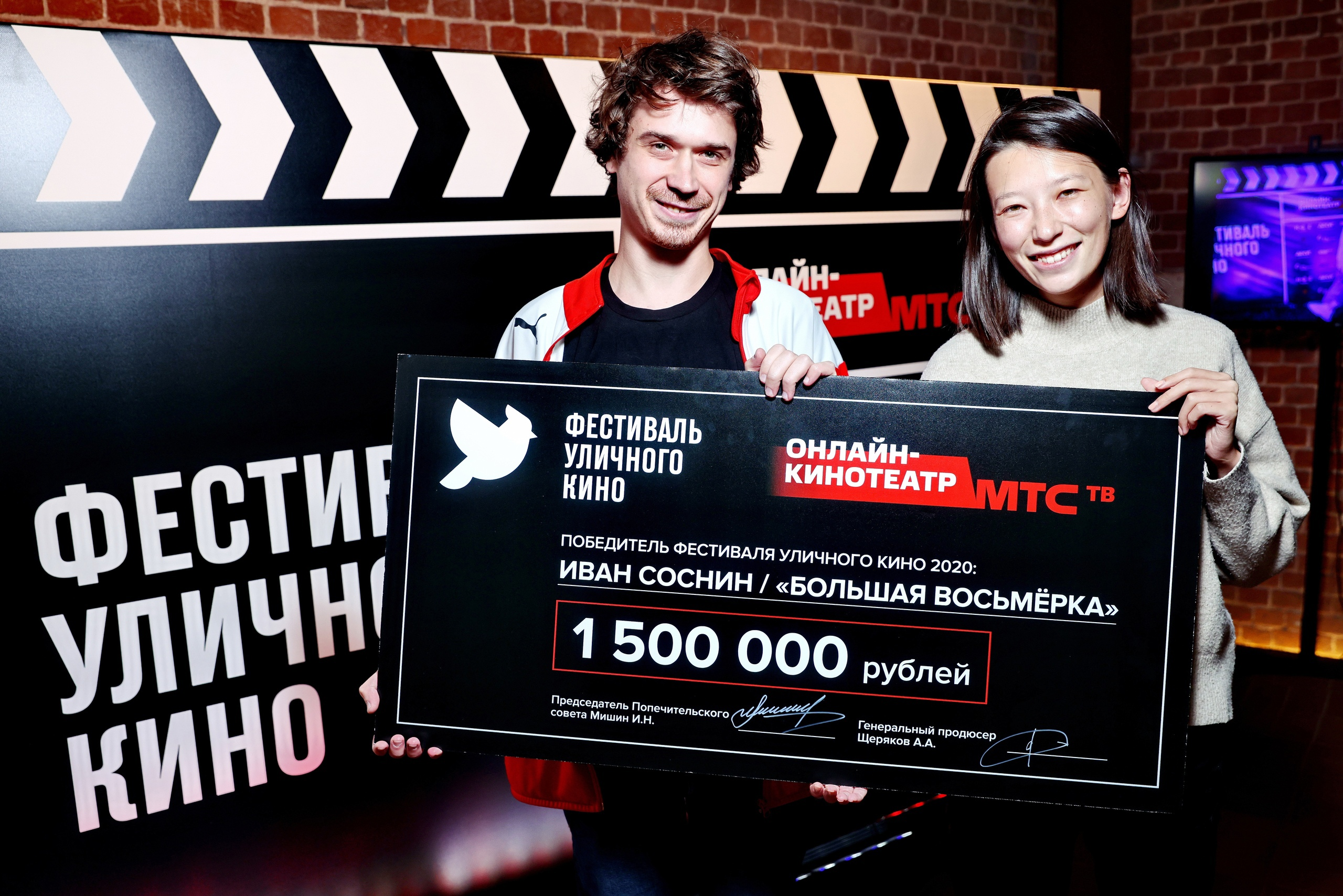
Вручение наград, 2020

### 2014
В июле 2014 года студенты из Владивостока Александр и Маргарита Щеряковы проехали 15 российских городов, проводя бесплатные показы российских короткометражек на набережных, площадях и крышах домов. Все мероприятия реализовывались при участии местных активистов.

### 2015
С июля по сентябрь организаторы проехали 47 городов от Владивостока до Лиссабона. Проект попал в Книгу рекордов Гиннесса как самый длинный путешествующий фестиваль в мире и был лично поддержан Генеральным секретарем ООН Пан Ги Муном.

### 2016
Фестиваль охватил более 300 городов мира. Кинематографисты, общественные деятели и главы городов из разных стран вручали организаторам кусочки металла, из которого впоследствии выплавлялась фестивальная статуэтка.

### 2017
В фестивале приняли участие свыше 360 тысяч зрителей из более 700 городов мира. Министерство культуры РФ назвало фестиваль «одним из самых успешных некоммерческих проектов страны последних лет, нашедшим более миллиона благодарных зрителей в 67 странах мира». В поддержку проекта высказывались Эмир Кустурица, Владимир Познер, Дмитрий Нагиев, Павел Лунгин, Никита Михалков и другие известные люди.

### 2018
Фестиваль охватил свыше 448 тысяч зрителей из 890 городов. В Попечительский совет проекта вошли Валерий Тодоровский, Юрий Быков, Николай Лебедев, Алексей Попогребский, Сергей Сельянов, Александр Акопов, Стас Тыркин и Лариса Малюкова. Председателем совета стал продюсер Игорь Мишин. В том же году фестиваль получил национальную премию «Гражданская инициатива» как лучший культурный проект России 2018.

### 2019
Зрителями фестиваля стали более 700 тысяч зрителей из 1085 городов. В рамках фестиваля было впервые запущена образовательная программа, а также 3 творческих конкурса для молодых российских кинематографистов с общим грантовым фондом в 4 500 000 рублей.

### 2020
В рамках фестиваля прошло более более 2000 кинопоказов, а также культурных и образовательных мероприятий в 540 городах России. Параллельно с основным конкурсом совместно с МТС и Базелевс был запущен первый в России конкурс вертикальных веб-сериалов ВЕРТИКАЛКА. Общий призовой фонд обоих конкурсов составил 3 500 000 рублей.

## Реакция
Миссия фестиваля — показать сотням тысяч людей талантливые работы начинающих творцов. При такой задаче проект превращает зрителей в главных действующих лиц, давая им возможность выбирать победителей. А победители в свою очередь получают уникальную путевку в жизнь: грант на съемку собственной картины и девелопмент полнометражного дебюта.
— Игорь Мишин

Подобные проекты очень полезны прежде всего тем, что дают иное представление о России за рубежом. Не с помощью откровенной пропаганды, а простой, искренней активностью молодых российских ребят. Такой мягкий формат продвижения России может многое рассказать о нашей стране зарубежному зрителю. Если подача будет грамотно осуществлена, проект может принести огромную пользу для всей страны.
— Владимир Познер

Чем хорош фестиваль, дающий возможность толпе судить кинематографистов, так это тем, что, сняв фигню, ты будешь освистан. Толпа очень честна к автору, она всегда называет вещи своими именами. Так что оценка многочисленной публики — это всегда самый лучший приз. А главный эксперт — это зритель. 
— Дмитрий Нагиев

Замечательно спланированный и профессионально сделанный проект, реализуемый при участии сотен энтузиастов по всему миру и обладающий большими перспективами. Желаю организаторам удачи и буду способствовать развитию фестиваля.
— Сергей Сельянов